# Naunyn-Schmiedebergs Archiv
Naunyn-Schmiedebergs Archiv für experimentelle Pathologie und Pharmakologie, ursprünglich Archiv für experimentelle Pathologie und Pharmakologie, heute Naunyn-Schmiedeberg’s Archives of Pharmacology, ist die älteste noch existierende Fachzeitschrift für Pharmakologie. Der erste Band erschien 1873. Es folgten, in der Reihenfolge des Alters, 1895 die Archives internationales de Pharmacodynamie et de Thérapie, Gent, und 1909 das Journal of Pharmacology and experimental Therapeutics, Baltimore.

Band 1

 Die Zeitschrift ist auch ein Organ der Deutschen Pharmakologischen Gesellschaft, heute Deutsche Gesellschaft für Experimentelle und Klinische Pharmakologie und Toxikologie. Berichte über die Kongresse der Gesellschaft werden in der Zeitschrift publiziert.

## Gründung
Gründer der Zeitschrift waren der Internist Bernhard Naunyn (1839–1925), damals in Königsberg (Preußen), der Pharmakologe Oswald Schmiedeberg (1838–1921), damals in Straßburg, und der Pathologe Edwin Klebs (1834–1913), damals in Prag. Die Idee hinter der Fächerkombination hat Schmiedebergs Schüler Hans Horst Meyer in seinem Nachruf auf Schmiedeberg so ausgedrückt:

„Gleich beim Beginn seiner Tätigkeit in Straßburg 1872 kam es zur Gründung des von Klebs, Naunyn und Schmiedeberg herausgegebenen Archivs für experimentelle Pathologie und Pharmakologie, eines Unternehmens, das für die Entwicklung der theoretischen Medizin in Deutschland von größter Bedeutung werden sollte. Durch die Vereinigung der Herausgeber und den Titel der Zeitschrift wurde die enge Beziehung der Pharmakologie zur Pathologie ausgedrückt, indem beide Wissenschaften sich in die gemeinsame Aufgabe zu teilen haben, die Lebensvorgänge unter abnormen Bedingungen zu erforschen und zu beherrschen. Es hat dies in der Tat zu regem Austausch der Probleme und Arbeitsmethoden in den nahe verwandten Disziplinen geführt und für alle Teile, insbesondere aber auch für die normale Physiologie reiche Früchte getragen.“

## Geschichte bis heute

### Verlage und Herausgeber
Die Bände 1 (1873) bis 158 (1930) erschienen im Verlag F.C.W. Vogel, Leipzig, die Bände seither erscheinen im Springer-Verlag.
Klebs blieb Herausgeber bis Band 18, 1884, Schmiedeberg bis Band 90, 1921, Naunyn bis Band 109, 1925. Ihnen folgten bis etwa 1970 als pharmakologische Herausgeber Rudolf Boehm (1844–1926), Walther Straub (1874–1944), Otto Riesser (1882–1949), Ludwig Lendle (1899–1969),  Wolfgang Heubner (1877–1957) und Peter Holtz (1902–1970), als internistische Herausgeber Ludolf von Krehl  (1861–1937) und Ludwig Heilmeyer (1899–1969), als pathologischer Herausgeber Franz Büchner (1895–1991). Der einflussreichste Herausgeber in der zweiten Hälfte des 20. Jahrhunderts – von 1969 bis 1987 – war Ullrich Trendelenburg (1922–2006).
Nach Naunyns Tod 1925 wurden die Namen der beiden wichtigeren Gründer dem Namen der Zeitschrift hinzugefügt: ab Band 110 hieß sie Naunyn-Schmiedebergs Archiv für experimentelle Pathologie und Pharmakologie.

### Zeit des Nationalsozialismus
In der Zusammensetzung des Herausgebergremiums spiegelt sich die Entlassung der jüdischen Wissenschaftler ab 1933 wider. So fehlt auf der Titelseite von Band 188, 1938, hinter den Namen von drei Beratenden Herausgebern, nämlich Philipp Ellinger (1887–1952), Hermann Freund (1882–1944) und Otto Riesser (1882–1949), die Stadt, in der sie wirkten, und hinter Werner Lipschitz (1892–1948) ist Istanbul statt wie zuvor Frankfurt am Main angegeben: Die vier jüdischen Wissenschaftler hatten 1933 ihre Lehrstühle in Deutschland verloren.
In Band 181 (1936) wird über die Geschäftssitzung der Deutschen Pharmakologischen Gesellschaft berichtet, in der die Satzung im Rahmen der nationalsozialistischen Gleichschaltung geändert werden musste. Vom 24. bis 28. April 1938 fand in Berlin die letzte Vorkriegstagung der Gesellschaft statt (die erste Nachkriegstagung folgte 1947 in Hamburg). Der Bericht über den Berliner Kongress steht in Band 190 (1938). In seiner Eröffnungsansprache richtete der damalige Vorsitzende, Ferdinand Flury, „ganz besonders herzliche Worte … an die Mitglieder aus Österreich, die er freudig zum ersten Mal als Angehörige des Deutschen Reiches begrüßen konnte“. Er endete so: „Ehe wir zur Arbeit schreiten, gilt unsere Huldigung dem ersten Arbeiter unseres Volkes, dem Schirmherrn der deutschen Wissenschaft, dem Schöpfer des neuen Großdeutschen Reiches. Wir grüßen in dankbarer Verbundenheit und treuer Ergebenheit unseren Führer Adolf Hitler mit einem dreifachen Sieg-Heil!“ In Gegensatz dazu hielt der Berliner Gastgeber Wolfgang Heubner, der Direktor des dortigen Pharmakologischen Instituts, eine mutige Rede gegen Irrationalismus und Rassenhass und für Ratio, Redlichkeit, Gewissen und die „weltumspannende Verbundenheit der Gelehrten, in der die Frage nach Herkunft oder Abkunft gleichgültig sei gegenüber der Frage nach dem Beitrag des Einzelnen zu der Beglückung des Geistes“. Deutlich spielte er damit auf das Schicksal von Otto Loewi an, der bei der von Flury begrüßten Annexion Österreichs im März 1938 ins Gefängnis geworfen worden war.

### Internationalisierung

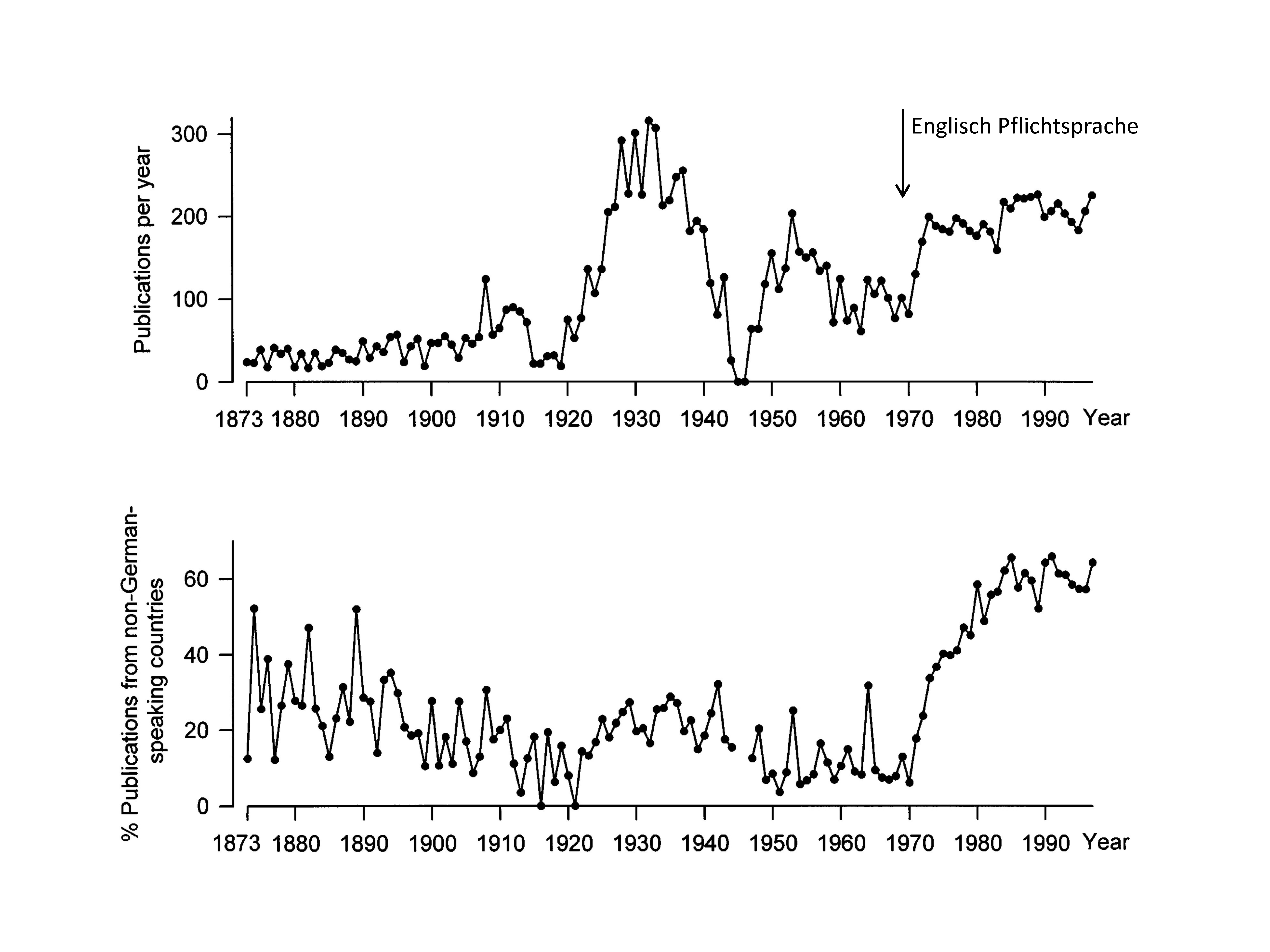
Publikationsstatistik 1873–1998

Drei bedeutsame Veränderungen kennzeichneten die Zeit um 1970: Die meisten Artikel der Fachzeitschrift waren immer pharmakologischer Natur gewesen. Dem trug man 1969 Rechnung mit der Kürzung zu Naunyn-Schmiedebergs Archiv für Pharmakologie. Die zweite Änderung resultierte aus der allgemeinen Geschichte mit der Entwicklung des Englischen zur vorherrschenden Publikationssprache in den Naturwissenschaften: 1972 wurde die Zeitschrift zu Naunyn-Schmiedeberg’s Archives of Pharmacology anglisiert, und Englisch wurde Pflichtsprache. Drittens wurde die Zahl der Herausgeber und Beratenden Herausgeber erheblich vermehrt, und ein großer Teil davon kommt seither aus den nicht-deutschsprachigen Ländern.
An der Zahl der Artikel pro Jahr (siehe Bild) zeigt sich diese Entwicklung: Der Erste und Zweite Weltkrieg brachten tiefe Einbrüche, während die Anglisierung die Zahl der Publikationen pro Jahr ebenso wie den Anteil der Publikationen aus nicht-deutschsprachigen Ländern erheblich steigerte.
Bisher – bis 2010 – sind 381 Bände erschienen. Bis zum Jubiläumsjahr 1998 – die Zeitschrift wurde 125 Jahre alt – wurden 14.491 wissenschaftliche Arbeiten publiziert.
Der Impact Factor des Journals liegt im Jahr 2014 bei 2,471. Nach ISI Web of Knowledge wird das Journal mit diesem Impact Factor in der Kategorie Pharmakologie und Pharmazie an 119. Stelle von 254 Zeitschriften geführt.